# Las Vegas Film Critics Society Awards 2018
22. ročník předávání cen společnosti Las Vegas Film Critics Society se konal dne 14. prosince 2018.

## Vítězové a nominovaní

### Nejlepší film
1. Roma
2. Zrodila se hvězda
3. Green Book
4. Zoufalství a naděje
5. BlacKkKlansman
6. Favoritka
7. Vice
8. Eighth Grade
9. Wildlife
10. Jezdec

Nejlepší režisér: Alfonso Cuarón – Roma
Nejlepší adaptovaný scénář: Debra Granik a Anne Rosellini – Beze stop
Nejlepší původní scénář: Bryan Woods, Scott Beck a John Krasinski – Tiché místo
Nejlepší herec v hlavní roli: Ethan Hawke – Zoufalství a naděje
Nejlepší herečka v hlavní roli: Lady Gaga – Zrodila se hvězda
Nejlepší herec ve vedlejší roli: Sam Elliott – Zrodila se hvězda
Nejlepší herečka ve vedlejší roli: Regina Kingová – If Beale Street Could Talk
Nejlepší cizojazyčný film: Roma
Nejlepší animovaný film: Psí ostrov
Nejlepší kamera:  Alfonso Cuarón – Roma
Nejlepší střih  Alfonso Cuarón a Adam Gough – Roma
Nejlepší akční film: Mission: Impossible – Fallout
Nejlepší komedie: Sorry to Bother You
Nejlepší dokument: Won't You Be My Neighbor?
Nejlepší obsazení: Vdovy
Nejlepší rodinný film: Marry Poppins se vrací
Nejlepší horor/sci-fi: Tiché místo
Nejlepší skladatel: Thom Yorke – Suspiria
Nejlepší filmová píseň: „Shallow“ – Lady Gaga a Bradley Cooper (Zrodila se hvězda)
Nejlepší výprava: Psí ostrov
Nejlepší kostýmy: Favoritka
Nejlepší vizuální efekty: Ready Player One: Hra začíná
Nejlepší filmař: Bradley Cooper – Zrodila se hvězda
Nejlepší mladá herečka/mladý herec: Elsie Fisher – Eighth Grade
Celoživotní ocenění: Sam Elliott